# Sothästmyra
Sothästmyra (Camponotus vagus) är en art i insektsfamiljen myror som tillhör släktet hästmyror.

## Beskrivning
Sothästmyran avviker utseendemässigt från andra hästmyror genom sin mattsvarta kroppsfärg och kraftiga, ljusa behåring. Både arbetarna, drottningen och hanarna är svarta. Kroppslängden för arbetarna är 6 till 12 millimeter och drottningarna är 14 till 16 millimeter. Hanarnas kroppslängd är 9 till 10 millimeter.

## Utbredning
Sothästmyran förekommer i delar av Europa och angränsande delar av Nordafrika och Asien, från Portugal i väster och öster ut via Ryssland till Altaj i Centralasien, samt norrut till södra Norden, och söderut till västra Nordafrika. Utbredningen är gles och fragmenterad i norra delen av utbredningsområdet, medan den är rikligare och mer sammanhängande i södra delen.
I Sverige har arten påträffats på Öland och på Gotland, dock senast under 1800-talet. Arten är rödlistad som nationellt utdöd från landet.
Arten förekommer i Finland, men den är mycket ovanlig. 21 observationer har gjorts, främst i Nyland (18 observationer mellan 1922 och 2022), men även en observation 2023 nära Torneå i sydvästra Lappland, och två 2021 i Egentliga Tavastland. Arten är rödlistad som starkt hotad ("EN")

## Ekologi
Habitatet utgörs av torra, soliga marker som hällar och sandslätter. Sothästmyran är en samhällsbildande myra som gräver ut bon i marken, i murken ved eller under stenar. Drottningen kan bli mycket gammal, och bona kan bli mycket stora, vanligen mellan 1 000 och 4 000 arbetare, men stora bon kan rymma upp till 10 000 individer. Myrorna är starka och mycket aggressiva jämfört med andra hästmyror. Arten svärmar under maj och början av juni, tidigt på eftermiddagen.